# Zeuctoboarmia albella
Zeuctoboarmia albella là một loài bướm đêm trong họ Geometridae.